# Andrew Salkey
Felix Andrew Alexander Salkey (30. ledna 1928 Colón, Panama – 28. dubna 1995 Amherst, Massachusetts, USA) byl jamajský spisovatel.

## Život
Narodil se v Panamě v rodině jamajského podnikatele. Když mu byly dva roky, přestěhoval se se svou matkou ke své babičce na Jamajku. Výchova jeho matky měla velký vliv na jeho budoucí spisovatelskou dráhu. Střední vzdělání získal studiem na dvou nejlepších jamajských středních školách: na katolické škole Saint George's College v Kingstonu, vedené jezuity, a na internátní škole Munro College ve farnosti Saint Elizabeth.
Roku 1950 odjel do Anglie, studoval zde na Londýnské univerzitě, pracoval jako učitel a začal také spolupracovat s rozhlasem. Postupně se stal vlivným členem londýnského společenství západoindických spisovatelů. Roku 1955 obdržel za svou báseň Jamaica Symphony (Jamajská symfonie) Cenu Tomase Helmora (Thomas Helmore Poetry Prize), což jej podpořilo v literární činnosti natolik, že se roku 1959 vzdal svého učitelského povolání a začal se plně věnovat literatuře. V roce 1976 opustil Londýn a přijal místo profesora tvůrčího psaní na Hampshire College v Amherstu v americkém státě Massachusetts, kde žil až do smrti.
Jeho romány, novely i povídky jsou vždy úzce spjaty s Jamajkou, ať již jde o historické romány, o příběhy jamajských emigrantů v Anglii nebo o knihy pro děti a mládež, ve kterých většinou zachycuje současný život v jamajských městech a na venkově. Psal rovněž básně a přepracovával příběhy z karibského folklóru. Antologiemi povídek spisovatelů Karibiku, resp. Západní Indie, jejichž byl editorem, udělal velmi mnoho pro propagaci literatury této oblasti.

## Dílo

### Vlastní práce
- A Quality of Violence (1959), román odehrávající se na jamajském venkově kolem roku 1900.
- Escape to an Autumn Pavement (1960), román o jamajských emigrantech v Anglii.
- Hurricane (1964, Hurikán), román pro děti a mládež, za který autor získal roku 1967 Německou cenu za literaturu pro děti. (Deutscher Jugendliteraturpreis).[4] Hlavním hrdinou příběhu je třináctiletý chlapec z Kingstonu, který během hurikánu prokáže odvahu a hrdinství.
- Earthquake (1965, Zemětřesení), román pro děti a mládež, dobrodružství tří jamajských dětí, které tráví léto u svých prarodičů.
- The Shark Hunters (1966, Lovci žraloků), příběh pro děti a mládež.
- Drought (1966, Sucho), příběh pro děti a mládež.
- Riot (1967, Výtržnost), příběh pro děti a mládež, ve kterém se jamajští školáci snaží zajistit lepší život pro chudé lidi v Kinstonu..
- The Late Emancipation of Jerry Stover (1968, Pozdní emancipace Jerryho Stovera), román odehrávající se na Jamajce a ukazující nihilismus střední třídy.
- The Adventures of Catullus Kelly (1969, Dobrodružství Catulla Kellyho), román z prostředí jamajských emigrantů.
- Jonah Simpson (1970), příběh odehrávají se ve městě Port Royal (Jamajka).
- Havana Journal (1971), kniha reportáží z návštěvy Kuby.
- Georgetown Journal (1972. kniha reportáží z návštěvy Guyany.
- Jamaica (1973, Jamajka), básně.
- Anancy’s Score (1973), sbírka příběhů s postavou karibského folklóru Anancym.
- Joey Tyson (1974)
- Come Home, Malcolm Heartland (1976, Vrať se domů, Malcolme Heartlande), román z prostředí jamajských emigrantů.
- In the Hills Where Her Dreams Live (1979, V kopcích, kde se její sny žijí), básně.
- The River that Disappeared (1979, Řeka, která zmizela).
- Land (1979, Země).
- Danny Jones (1980).
- Away (1980), básně.
- The One(1985), historický román.
- Anancy Traveller (1992), další sbírka příběhů a postavou karibského folklóru Anancym.
- Brother Anancy and other stories (1993, Bratr Anancy a jiné povídky).
- In the Border Country and other stories (1998), posmrtně vydaná sbírka povídek.

### Antologie, jejichž byl editorem
- West Indian Stories (1960, Západoinidcké povídky).
- Stories from the Caribbean (1965, Povídky z Karibiku).
- Commonwealth Poetry (1965, Poezie Commonwealthu), editor západoindické sekece.
- Caribbean Prose (1967, Karibská próza).
- Island Voices (1970, Hlasy ostrovů), povídky ze Západní Indie.
- Breaklight (1971), antologie karibské poezie.
- Caribbean Essays (1973, Karibské eseje).
- Writing in Cuba since the Revolution (1977, Napsáno na Kubě od revoluce), antologie, básní, povídek a esejů.
- Caribbean Folk Tales and Legends (1980), Karibské pohádky a legendy)

## Ocenění
- 1955: The Thomas Helmore Poetry Prize,
- 1960: The John Simon Guggenheim,
- 1967: Deutscher Jugendliteraturpreis,
- 1977: The Sri Chinmoy Poetry Award,
- 1992: Black Scholar Award of Excellence.[5]

## Česká vydání
- Hurikán, Albatros, Praha 1987, přeložil Jan Starý